# 西南白头翁
西南白头翁（学名：Pulsatilla millefolium），为毛茛科白头翁属下的一个植物种。